# Nova Nadezjda
Nova Nadezjda (bulgariska: Нова Надежда) är ett distrikt i Bulgarien.   Det ligger i kommunen Obsjtina Chaskovo och regionen Chaskovo, i den centrala delen av landet, 210 km öster om huvudstaden Sofia.
Trakten runt Nova Nadezjda består till största delen av jordbruksmark. Runt Nova Nadezjda är det ganska tätbefolkat, med 129 invånare per kvadratkilometer.